# 티베트버마어파
티베트버마어파(Tibeto-Burman languages)는 중국티베트어족에서 중국어파에 속하지 않는 언어들을 모은 것이다. 황하 유역에서 서쪽으로 이주한 티베트버마어파의 조상이 동남쪽으로 남하하여 오스트랄로이드 등의 토착 인종과 섞여 버마어 화자의 조상이 되었다고 여겨진다.

## 분류

### Benedict (1972)
1972년 출판된 폴 K. 베네딕트(Paul K. Benedict)의 분류가 널리 사용되는 분류 중 하나이다. 그는 중국어가 먼저 분기되고 카렌어가 뒤이어 분기되었다고 여겼다.
티베트버마어파
- 티베트-카나우리어군
  - 보드어군: 티베트어, 걀롱어, 탁파어군, 창라어, 무르미어-구룽어
  - 히말라야어군(카나우리어군)
  - (조르가이어, 렙차어, 마가르어군?)
- 바힝-바유어군
  - 바힝어군: 순와르어, 칼링어
  - 삼팡어, 룽첸붕어, 야카어, 림부어
  - 바유어-체팡어
  - (네와르어군?)
- 아보르어-미리어-다플라어
  - (아카어, 디가로어, 미주어, 디말어?)
- 카친어군
  - (루이어군?)
- 버마로로어군
  - 버마어군
  - 남부 로로어군
  - 북부 로로어군
  - 칸부리 라와어
  - 모소어
  - Hsi-fan: 창어군, 걀롱어군
  - 탕구트어
  - (눙어군?)
- 보도가로어군: 보도어, 가로어, 트리푸라어, 데오리어, 코치어 등
  - (콘약어군)?
- 쿠키-나가어군
  - (카르비어, 메이테이어, 므루어군?)

### Matisoff (1978)
제임스 매티소프(James Matisoff)는 베네딕트의 작업을 수정하여, 중국어파의 분기된 위치를 유지하면서도 카렌어의 분기는 강등하였다. 그가 제시한 분기 중 다수는 계통보다 지리적 분류에 근거한 것이다.
티베트버마어파
- 카마루파어군 (지리적)
  - 쿠키-친-나가어군 (지리적)
  - 아보르-미리-다플라어군
  - 보로-가로어군
- 히말라야어군 (지리적)
  - 마하키란티어군 (네와르어, 마가르어, 키타리어군을 포함)
  - 티베트-카나우리어군 (렙차어를 포함)
- 창어군
- 징포-눙-루이어군
  - 징포어
  - 눙어군
  - 루이어군
- 로로-버마-나시어군
- 카렌어군
- 바이어군
- 투자어 (미분류)

## 참고 문헌
- Bradley, David (2002), 〈The Subgrouping of Tibeto-Burman〉,   Beckwith, Chris; Blezer, Henk, 《Medieval Tibeto-Burman languages》, BRILL, 73–112쪽, ISBN 978-90-04-12424-0.
- Benedict, Paul K. (1972),  Matisoff, J. A., 편집., 《Sino-Tibetan: A conspectus》, Cambridge: Cambridge University Press, ISBN 978-0-521-08175-7.
- Matisoff, James A. 2015. The Sino-Tibetan Etymological Dictionary and Thesaurus. Berkeley: University of California. (PDF)
- Shafer, Robert (1955), “Classification of the Sino-Tibetan languages”, 《Word (Journal of the Linguistic Circle of New York)》 11 (1): 94–111, doi:10.1080/00437956.1955.11659552.